# Črmné

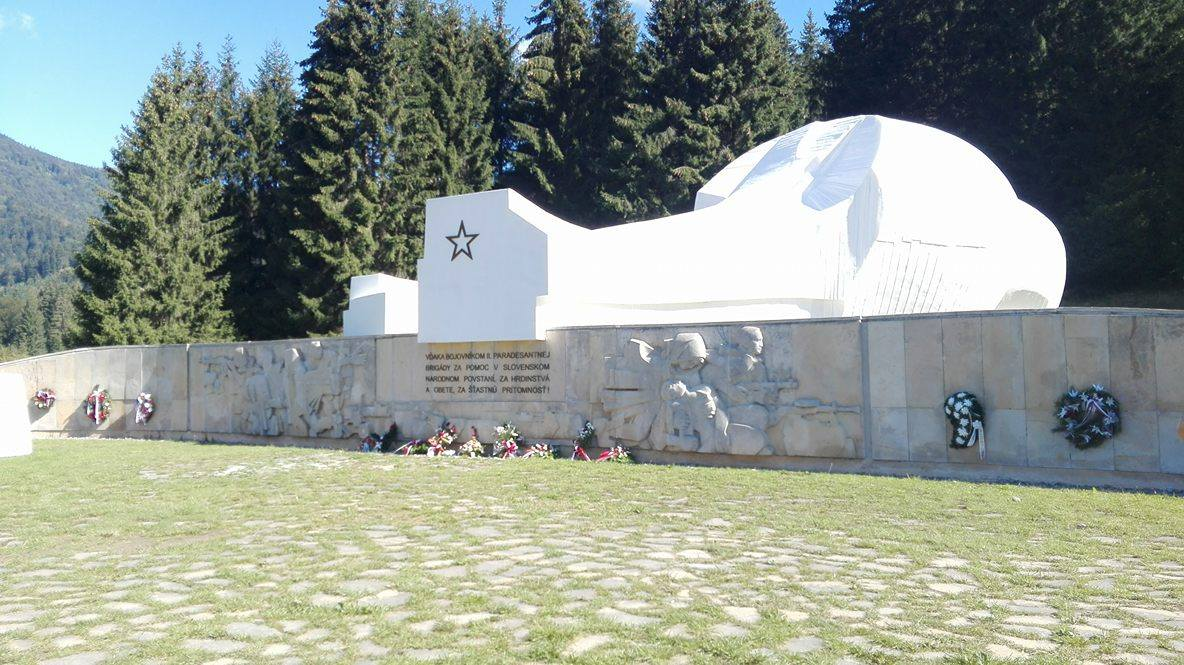
Pomnik na skraju polany (2016)

Črmné – polana w Niżnych Tatrach na Słowacji. Znajduje się na wysokości około 620–640 m w dolnej części Doliny Vajskovskiej, nieco powyżej ujścia dwóch potoków: Borovský potok i Červená voda. Obydwa są dopływami Vajskovskiego Potoku płynącego w lesie po zachodniej stronie polany Črmné.
Na polanie znajduje się pomnik słowackiego powstania narodowego, a w lesie powyżej polany jest leśniczówka. Na polanie krzyżują się trzy szlaki turystyczne.

## Szlaki turystyczne
Črmné – Strmý vrštek – sedlo pod Žiarom – Žiar – Žiarska hoľa – Skalka – Kotliská. Czas przejścia: 4.30 h, ↓ 3.50 h
  Dolná Lehota – Črmné – rozdroże Dve vody – Pálenice – Vajskovský vodopad. Czas przejścia: 4.20 h, ↓ 3.30 h
  szlak biegnący południowym podnóżem Niznych Tatr